# 2026년 장애인 아시안 게임
2026년 장애인 아시안 게임은 일본 아이치현 나고야시에서 열릴 예정인 장애인 아시안 게임이다.

## 참가국
개최국인 일본 이외에는 아직 참가국이 확정되지 않았다.
- 일본 (개최국)

## 방송
- 대한민국 - JTBC
- 중국 - CCTV
- 일본 - NHK, JNN, TBS

## 같이 보기
- 2026년 아시안 게임